# Georg Friedrich von Podewils
Georg Friedrich von Podewils (* um 1695; † vor 1747) war ein deutscher Landesdirektor und Landrat im Kreis Schivelbein.

## Leben

### Herkunft
Georg Friedrich von Podewils entstammte dem namhaften, in Pommern schlossgesessenen Adelsgeschlecht der von Podewils. Seine Eltern waren der holländische und englische Major, Herr auf Podewils, Rützenhagen (Wohngut), Glötzin und Groß Latzkow, Georg Joachim von Podewils (1643–1719) und Anna Maria von Wedel (1643–1713). Der pommersche Regierungsrat Franz Wilhelm von Podewils (* 1705; † 1768) war ein jüngerer Bruder.

### Werdegang
Es ist nicht viel zum persönlichen und beruflichen Werdegang von Georg Friedrich von Podewils bekannt. Jedoch wurde er zunächst als Landesdirektor und später als Landrat des Kreises Schivelbein, der damals zur Neumark gehörte, bezeichnet. Ferner soll er auch Hof- u. Burggerichtspräsident gewesen sein. Aus väterlichem Erbe hatte er Rützenhagen übernommen und verkauft. Auch war er im Besitz von Schönfeld und Boltenhagen, das er ebenfalls verkaufte.

### Familie
Podewils war mit Maria Helena von Münchow († nach 1749), Tochter des Dubislaw von Münchow und der Helene Marie von Köller vermählt. Aus der Ehe gingen zwei Töchter und drei Söhne hervor, die den Stamm jedoch nicht fortsetzten.
1. Bogislaw Georg Friedrich († vor 1755), königlich preußischer Leutnant, Herr auf Cantreck im Kreis Greiffenberg
2. Sophia Dorothea († 1776), Erbin von Podewils und Cantreck, ⚭ Alexander Heinrich von Wreede (1707–1557), königlich preußischer Major[4]
3. Heinrich Wilhelm († nach 1758), königlich preußischer Leutnant im Infanterieregiment Nr. 29 (Schultze), Herr auf Podewils und Cantreck, 1753 zum Landrat des Kreises Belgard-Polzin gewählt, jedoch als solcher vom König annulliert, Ernst Friedrich von Podewils auf Groß Reichow folgte ihm in dieser Stellung nach neuerlichen Wahlgang als Landrat
4. Adrian († 1769), königlich preußischer Leutnant, Herr auf Cantreck
5. Maria Louisa († 1781), Erbin von Podewils und Cantreck, ⚭ Carl Friedrich Wendland, Oberamtmann, hat 1776 von Landrat Ernst Friedrich von Podewils für 20 Jahre Groß Reichow wiederverkäuflich erhalten